# Форбс Бернем
Лінден Форбс Семпсон Бернем (англ. Linden Forbes Sampson Burnham; 20 лютого 1923 — 6 серпня 1985) — прем'єр-міністр і президент Гаяни. Його часто розглядають як "стронґмена" який прийняв власну версію соціалізму.

## Життєпис
Батьки Бернема належали до середнього класу. Він народився у передмісті Джорджтауна. З відзнакою закінчив коледж та отримав стипендію в Лондонському університеті, юридичний факультет якого закінчив 1947 року.[джерело?] Стояв біля витоків створеної 1950 року Чедді Джаганом Народної прогресивної партії (НПП), став її лідером, а Джаган керував парламентською фракцією.[джерело?]
Завданням НПП було прискорення процесу деколонізації Гаяни (на той час — Британської Гвіани), однак внутрішній етнічний конфлікт між нащадками африканських рабів та вільнонайманими індіанцями ускладнював цей процес. 1955 року в результаті розвитку конфлікту Бернем залишив НПП та заснував Народний національний конгрес (ННК). На початку 1960-х років, коли набирав силу рух за незалежність країни, ліві погляди Джагана викликали пересторогу у США та Великої Британії. Незадовго до парламентських виборів 1964 року британська адміністрація змінила виборчий закон та запровадила пропорційну систему. НПП Джагана перемогла на виборах, здобувши 46 % голосів виборців, але не отримала більшості, натомість ННК Бернема набрала 40 % голосів та створила урядову коаліцію спільно з консервативною партією «Об'єднана сила», що набрала 12 % голосів. 12 грудня 1964 року Бернем обійняв посаду прем'єр-міністра країни.[джерело?]
26 травня 1966 року, після проголошення незалежності Гаяни, Бернем став главою уряду незалежної держави. Хоч первинно він позиціонувався як поміркований політик, за часів його правління відзначалось зростання авторитаризму та зсуву до лівацької ідеології, відбувалось зближення з Кубою та СРСР. 1970 року Гаяна стала «кооперативною республікою», остаточно позбавившись від колоніального статусу. Відповідно до конституції 1980 року Гаяна ставала президентською республікою, де президент обирався народом та призначав прем'єр-міністра. 6 жовтня 1980 року Бернем залишив крісло прем'єр-міністра заради президентського.[джерело?]
У країни всюди утискались громадянські права, переслідувались політичні опоненти (включаючи таємничу загибель історика-марксиста Волтера Родні, який повернувся на батьківщину з Танзанії, щоб брати участь у соціалістичних перетвореннях, але його з Бернемом погляди на методи, що застосовувались, розбігались) президентські вибори розглядались як формальні. Разом із тим, найбільша опозиційна сила країни — Народна прогресивна партія, що дотримувалась більш лівих поглядів, — продовжувала свою діяльність та брала участь у виборах.[джерело?]
В економічній галузі було націоналізовано великі приватні підприємства, в тому числі й іноземні. Як захід у відповідь на націоналізацію двох компаній, що займались видобутком бокситів, США виключили Гаяну зі своєї програми відновлення економіки країн Карибського басейну.[джерело?]
Бернем запровадив у Гаяні масові ігри. Вперше вони були проведені в лютому 1980 року в ознаменування заснування Кооперативної Республіки Гаяна.
Він помер 6 серпня 1985 року після операції на горлі у Джорджтаунській лікарні.
1985 року Бернему було надано звання почесного громадянина Загреба.